# Арника горная
А́рника го́рная, или Бара́нник го́рный (лат. Arnica montana) — многолетнее травянистое растение, вид рода Арника (Arnica) семейства Астровые (Сложноцветные) — Asteraceae (Compositae)

## Распространение и экология
Произрастает на территории Европы. На территории бывшего СССР встречается лишь в самых западных районах — главным образом в карпатских районах западных областей Украины, реже в Западной Белоруссии, Литве и Латвии.
Растёт в борах, сосново-берёзовых и буковых лесах, на лесных лугах и полянах, опушках, полонинах, среди кустарников, на просеках и суходольных лугах, иногда на заболоченных лугах. В горах поднимается до альпийского пояса, обычно до 500—1000 м над уровнем моря. В Альпах растёт на высоте до 2800 м. Предпочитает песчаные среднеувлажнённые, но незаболоченные кислые почвы, районы с высокой влажностью воздуха. Произрастает рассеянно или небольшими зарослями.
Включена в Красную книгу Белоруссии и СССР.

## Биологическое описание

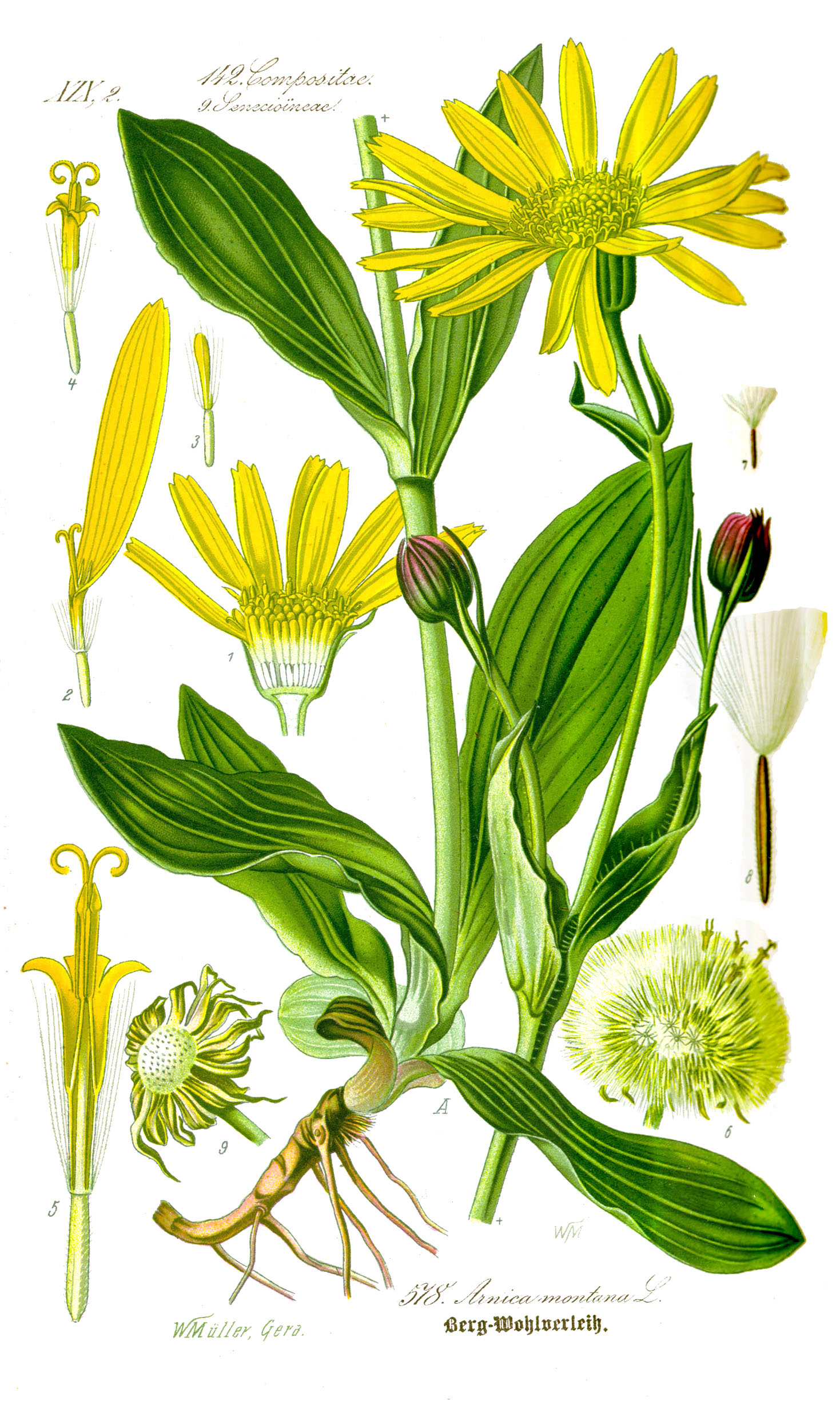

Травянистый зимнезелёный поликарпический многолетник со своеобразным приятным запахом.
Корневище ползучее, горизонтально разветвлённое или косовосходящее, цилиндрическое, многоглавое, короткое (длиной до 15 см), толщиной около 1 см, с многочисленными нитевидными (до 1 мм в диаметре) придаточными корнями, снаружи коричневое или красновато-бурое. На верхней стороне корневища есть округлые рубцы — остатки старых стеблей.
Стебель прямостоячий, вверху часто разветвлённый, высотой 15—80 см, опушённый короткими простыми и железистыми волосками, особенно густыми в верхней части.
В первый год жизни растение образует лишь розетку из шести—восьми листьев. На второй год развивается стебель с четырьмя—шестью прикорневыми листьями, собранными в розетку. Листья розетки супротивные, широкие, овальные или продолговато-овальные, цельнокрайные, туповатые, с пятью—семью боковыми продольными жилками, выдающимися с нижней стороны листовой пластинки; сверху с рассеянными волосками, снизу голые или только по жилкам не сильно волосистые, коротко суженные в черешок или почти сидячие. Кроме того, стебель несёт одну—три пары сидячих, полустеблеобъемлющих цельнокрайных, реже слегка зазубренных листьев. Стеблевые листья супротивные, длиной 15—17 см, шириной до 4—5 см, продолговатые или ланцетовидные, редко продолговато-овальные (нижняя пара), в верхней половине стебля, особенно на ветвях, с одним или несколькими очерёдными, линейными, заострёнными листьями. Листья сверху более тёмные, снизу светло-зелёные.
Цветки собраны в прямостоячие или несколько поникающие цветочные корзинки. Каждое растение несёт одну—три корзинки на верхушках стебля и боковых побегов. Корзинки полушаровидные, диаметром от двух до трёх (или от пяти до восьми) сантиметров. Полушаровидная обёртка двурядная, состоит из 16—26 ланцетных, островатых, зелёных, часто с антоциановой окраской, по краю красно-бурых листочков, после отцветания отогнутых книзу, длиной 14—17 мм, шириной 2—5 мм, покрытых снаружи простыми, часто железистыми волосками, по краям и на верхушке волосисто-реснитчатыми. Цветоложе ячеистое, волосистое, во время цветения плоское, после цветения выпуклое. Язычковые краевые цветки яично-жёлтые, числом от 11 до 20, с трёхзубчатыми (редко 2—4-зубчатыми) язычками и с длинной волосистой трубкой, почти равной летучке. Эти цветки бесплодные, превышают длину обёртки в 2—3 раза, имеют пестик с цилиндрическим столбиком; отгиб их венчика плоский, с семью—девятью жилками. Срединные трубчатые цветки (их по 50 и более в корзинке) мелкие, обоеполые, оранжевые или тёмно-жёлтые, короткозубчатые, также с волосистым венчиком и равной им или превышающей их летучкой. Пестик срединных цветков имеет продолговатую нижнюю завязь, тонкий булавовидный столбик и два дугообразно загнутых книзу линейных ворсинчатых рыльца. Тычинки в числе пяти, со свободными тычиночными нитями и сросшимися в трубку пыльниками. Пыльцевые зёрна шаровидные, шиповатые. Цветки в корзинке распускаются от краёв к центру.
Плоды — 5—10-бороздчатые, цилиндрические, суженные к основанию и с обоих концов заострённые семянки длиной 6—10 мм, с хорошо развитым хохолком однорядных шершавых бледно-жёлтых волосиков около 1 см длиной. Цвет семянок от желтовато-зелёного до тёмно-серого или черноватого. Вес 1000 семян (семянок) 1,3—1,5 г.
Цветёт в июне—августе (в высокогорьях в июле—сентябре). Плоды созревают в июле—сентябре.
| |  |  |  |  |  |
| Слева направо: Розетки первого года. Розетки и стебель второго года. Стеблевые листья. Соцветие. Цветок. Плоды и семена |  |  |  |  |  |

## Растительное сырьё

### Сбор и сушка
В лекарственных целях заготавливают цветочные корзинки — лат. Flores Arnicae. Заготовку производят во время цветения во второй—третьей декаде июня и начале июля, начиная со второго года жизни растения, в сухую, ясную погоду после обсыхания росы. Цветочные корзинки срезают у самого основания без цветоножек.
Собранное сырьё сушат в тёмных проветриваемых помещениях или в тени на свежем воздухе, при этом оно высыхает за 7—10 дней. В сушилках сырьё сушат при температуре 55—60 °С. Во время сушки переворачивать сырьё не рекомендуется, так как корзинки рассыплются. Хранят сырьё в течение двух лет.
Заготовка арники горной сопряжена со значительными трудностями, поскольку она произрастает рассеянно, и естественные запасы её ограничены. Попытки введения арники горной в культуру в СССР не увенчались успехом.
|                                                           |  |
| Сбор цветочных корзинок. Лекарственное растительное сырьё |  |

### Химический состав
Корневища содержат дубильные (до 32 %) и горькие вещества, фитостерины, смолы, воск, камедь, а также эфирное масло (до 1,5 %). В состав этого масла входят: гексилкапронат, капроновая, каприловая, ангеликовая, муравьиная и изомасляная кислоты, флорол (этилфенол), флораизомасляный эфир, тимогидрохиионометиловый эфир и флорометиловый эфир. Эфирное масло из корневищ — светло-жёлтая жидкость.
Действие цветков арники приписывают красящему веществу арницину, содержащемуся в цветках в количестве до 4 %. Горькое вещество арницин состоит из смеси трёх веществ: двух тритерпендиолов типа бетулина — арнидиола (арнидендиол), фарадиола (изоарнидиол) — и предельного углеводорода. Кроме того, в соцветиях обнаружены эфирное масло (0,04—0,14 %), дубильные вещества (около 5 %), красящие вещества (лютеин, арнидиол, фарадиол), аскорбиновая кислота, каротиноиды, цинарин (0,05 %), бетаин, холин, геленин, алкалоиды, фитостерины, жирное масло, сахара, органические кислоты, камедь, полисахарид инулин, витамин C (около 21 мг%). Эфирное масло из цветков представляет собой жидкость красно-жёлтого или сине-зелёного цвета с сильным запахом, близким к запаху ромашки, в состав этого масла входят фумаровая, яблочная, молочная, ауриновая и пальмитиновая кислоты, а также пальмитин.
Вещества, содержащиеся в цветках и корнях, находятся также в листьях и стеблях, но в меньших количествах.

### Фармакологические свойства
Цветки арники обладают желчегонными свойствами, а также оказывают кровоостанавливающее действие, усиливают тонус и сокращения матки. Препараты из цветков арники в малых дозах оказывают тонизирующее действие на центральную нервную систему, а в больших дозах — седативное и предотвращают развитие судорог. Также цветки арники обладают способностью понижать рефлекторную возбудимость мозга и расширять мозговые сосуды. Поэтому арнику раньше применяли в восстановительном периоде после мозговых кровоизлияний с целью более быстрого восстановления функционального состояния нервной системы. Лучшие результаты наблюдались от применения настойки из свежих цветков арники. В отличие от препаратов спорыньи арника понижает артериальное давление. Побочных явлений при применении настойки арники у больных не отмечается.
Иначе действуют препараты из корней арники. Они возбуждают сердечно-сосудистую систему, увеличивают коронарный кровоток, расширяют коронарные сосуды при различных патологических состояниях, атеросклерозе, миокардитах и сердечных ангиоспазмах.

## Значение и применение

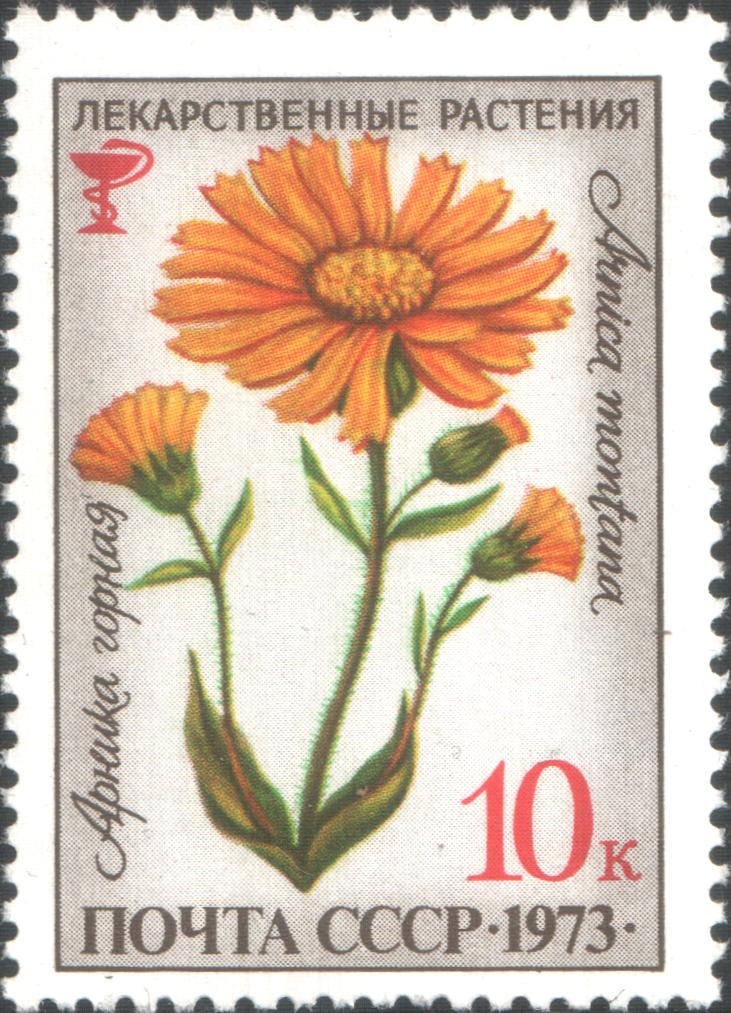
Почтовая марка СССР, 1973 год

Цветки арники в качестве пряности применяются в ликёроводочном производстве. Цветки и корни широко используются в химико-фармацевтической промышленности.
В некоторых странах Западной Европы листья используются вместо табака.
Используется как декоративное растение.
Медонос.

### Применение в медицине
Арника — старинное лекарственное средство, применявшееся в странах Западной Европы ещё в XI веке. В современной аллопатической медицине мало употребительно, однако входило в фармакопею СССР. Для врачебных целей употребляют цветочные корзинки, а также отвар и спиртовую настойку из них. В других странах используют только экстракт из цветков или в виде пластырей, иногда корневища для приготовления тинктур и экстрактов.
В медицине используют спиртовую настойку соцветий как кровоостанавливающее средство при маточных и носовых кровотечениях, в акушерской и гинекологической практике — при недостаточном обратном развитии матки после родов и воспалительных процессах половой сферы, а также отёках и сердечной слабости.
Отмечен благоприятный эффект при стенокардии и сердечной слабости. В эксперименте на животных препараты арники вызывают усиление сокращений маточной мускулатуры, а также оказывают возбуждающее действие на сердце и центральную нервную систему. Кроме того, они расширяют коронарные сосуды изолированного сердца, обладают жёлчегонным действием и понижают уровень холестерина в крови, что обусловлено наличием в арнике цинарина.
Препараты арники применяются наружно при ушибах и кровоподтёках, карбункулах, фурункулах и абсцессах как способствующее рассасыванию и отвлекающее средство.
В гомеопатической медицине применяется как сердечное средство, как кровоостанавливающее, при разных травмах: в виде настойки из высушенных корневищ с корнями или эссенции из свежей цветущей травы.
В народной медицине используют при лихорадке, как мочегонное, потогонное, вяжущее средство при желудочно-кишечных расстройствах, как противовоспалительное при гинекологических болезнях, при бронхите и гриппе, а также при эпилепсии и сотрясении мозга. Наружно водный настой цветочных корзинок использовали при кожной сыпи (особенно на губах), фурункулёзе, язвах, ушибах, ревматизме, подагре, невралгии, люмбаго, зубной боли. Настойку корней применяли внутрь при сердечных ангиоспазмах, кардиосклерозе, миокардите, как возбуждающее средство; при кровоподтёках, ушибах, мелких ранениях, абсцессах.

## Таксономия
Вид Арника горная входит в род Арника (Arnica) трибы Madieae подсемейства Астровые (Asteroideae) семейства Астровые (Asteraceae) порядка Астроцветные (Asterales).
|  |                                      |  |                                                             |                                                             |                    |  | ещё 12 семейств (согласно Системе APG II) | ещё 12 семейств (согласно Системе APG II)    |                                              |  |  |  | ещё 20 триб (согласно Системе APG II) | ещё 20 триб (согласно Системе APG II) |  |  |  |  | ещё около 30 видов | ещё около 30 видов |
|  |                                      |  |                                                             |                                                             |                    |  | ещё 12 семейств (согласно Системе APG II) | ещё 12 семейств (согласно Системе APG II)    |                                              |  |  |  | ещё 20 триб (согласно Системе APG II) | ещё 20 триб (согласно Системе APG II) |  |  |  |  | ещё около 30 видов | ещё около 30 видов |
|  |                                      |  |                                                             | порядок Астроцветные                                        |                    |  |                                           |                                              | подсемейство Астровые                        |  |  |  |                                       | род Арника                            |  |  |  |  |                    |                    |
|  |                                      |  |                                                             | порядок Астроцветные                                        |                    |  |                                           |                                              | подсемейство Астровые                        |  |  |  |                                       | род Арника                            |  |  |  |  |                    |                    |
|  | отдел Цветковые, или Покрытосеменные |  |                                                             |                                                             | семейство Астровые |  |                                           |                                              | триба Madieae                                |  |  |  | вид Арника горная                     |                                       |  |  |  |  |                    |                    |
|  | отдел Цветковые, или Покрытосеменные |  |                                                             |                                                             |                    |  |                                           |                                              |                                              |  |  |  |                                       |                                       |  |  |  |  |                    |                    |
|  |                                      |  | ещё 44 порядка цветковых растений (согласно Системе APG II) | ещё 44 порядка цветковых растений (согласно Системе APG II) |                    |  |                                           | ещё 11 подсемейств (согласно Системе APG II) | ещё 11 подсемейств (согласно Системе APG II) |  |  |  | еще 35 родов                          | еще 35 родов                          |  |  |  |  |                    |                    |
|  |                                      |  |                                                             | ещё 44 порядка цветковых растений (согласно Системе APG II) |                    |  |                                           |                                              | ещё 11 подсемейств (согласно Системе APG II) |  |  |  |                                       | еще 35 родов                          |  |  |  |  |                    |                    |

### Синонимы
По данным The Plant List на 2013 год, в синонимику вида входят:
- Arnica alpina Willd. ex Steud., nom. inval.
- Arnica angustifolia Turcz. ex Ledeb., nom. illeg.
- Arnica helvetica G.Don ex Loudon
- Arnica lowii Holm
- Arnica petiolata Schur
- Arnica plantaginifolia Gilib., nom. inval.
- Cineraria cernua Thore
- Doronicum arnica Garsault, nom. inval.
- Doronicum montanum (L.) Lam.
- Doronicum oppositifolium Lam.